# Acanthorrhynchium
Acanthorrhynchium, rod pravih mahovina iz porodice Sematophyllaceae, red Hypnales, raširen po Madagaskaru, jugoistočnoj Aziji, Novoj Gvineji i sjevernoj Australiji.

## Vrste
1. Acanthorrhynchium altisetulum Fleischer, 1923
2. Acanthorrhynchium decolor (Besch.) M.Fleisch.
3. Acanthorrhynchium grosso-papillatum Fleischer, 1923
4. Acanthorrhynchium loucoubense (Besch.) M.Fleisch.
5. Acanthorrhynchium microcarpum Brotherus, 1925
6. Acanthorrhynchium monostictum Fleischer, 1923
7. Acanthorrhynchium papillatum Fleischer, 1923
8. Acanthorrhynchium subintegrum Brotherus, 1925
9. Acanthorrhynchium substigmosum Fleischer, 1923